# Natalie W. Uhl
Natalie Whitford Uhl (geborene Natalie Browning Whitford; * 28. April 1919; † 28. März 2017) war eine US-amerikanische Botanikerin. Ihr Forschungsschwerpunkt waren die Palmengewächse. Ihr botanisches Autorenkürzel lautet „N.W.Uhl“.

## Leben
Uhl war die Tochter von Nathaniel G. Whitford und Mabel Browning. Sie war die älteste von drei Schwestern und wuchs auf einer Farm in Rhode Island auf. 
1940 schloss sie ihr Studium am Rhode Island State College mit dem Bachelor of Science ab und veröffentlichte im selben Jahr in Zusammenarbeit mit Vernon Cheadle, ihrem Dozenten, zwei Aufsätze über allgemeine Pflanzenmorphologie. Im selben Jahr ging sie an die Cornell University in Ithaca, New York, wo sie 1943 mit der Prüfschrift Some morphological and anatomical investigations on the flowers of the genus Potamogeton. Variation in stone cells in “seed” coats of different species of the genus Najas zum Master of Science graduierte. 1947 wurde sie in Cornell mit der Dissertation Studies in the floral morphology and anatomy of certain members of the Helobiae zum Ph.D. promoviert.
Während ihres Studiums an der Cornell University lernte sie Charles H. Uhl (1918–2010) kennen und heiratete ihn 1945. Aus dieser Ehe gingen vier Kinder hervor. Charles Uhl war Professor für Pflanzenbiologie und anerkannter Experte für die Zytogenetik der Familie der Dickblattgewächse (Crassulaceae), sukkulenten, fleischigen Kräutern und Sträuchern. 
Im Jahr 1963 begann sie als wissenschaftliche Mitarbeiterin von Harold E. Moore am L. H. Bailey Hortorium in Cornell zu arbeiten. Sie veröffentlichte zahlreiche Arbeiten zur Anatomie und Morphologie von Palmen. Nach Moores Tod im Jahr 1980 setzte sie in Zusammenarbeit mit John Dransfield ihre Arbeit am Referenzwerk Genera Palmarum fort, einer umfassenden Übersicht über die Taxonomie, Morphologie und Anatomie aller Palmengattungen. Das Werk wurde schließlich 1987 veröffentlicht. Im selben Jahr ging Uhl offiziell in den Ruhestand, blieb aber weiterhin in der Lehre, der Betreuung von Doktoranden, der Kuration und der Forschung tätig. Sie führte die erste kladistische Analyse der Palmen auf Familienebene durch, die erste Studie, die molekulare Daten zur Untersuchung von Beziehungen auf übergeordneter Ebene bei Palmen mit einbezog. Von 1979 bis 2000 war sie außerdem Co-Redakteurin bei der Zeitschrift Principes (heute Palms). 1981 wurde sie zur außerordentlichen Professorin an der Cornell University ernannt und lehrte viele Jahre lang Angewandte Pflanzenanatomie. Im Jahr 2002 wurde sie von der American Society of Plant Taxonomists in Anerkennung ihrer herausragenden Leistungen mit dem Asa Gray Award ausgezeichnet.